# Волков, Николай Дмитриевич
Никола́й Дми́триевич Во́лков (10 декабря 1894, Пенза — 3 апреля 1965, Москва) — советский драматург и либреттист, теоретик театра, автор монографии о Мейерхольде.
Сын Д. С. Волкова, одного из основателей пензенского Народного театра.

## Биография
Николай Волков учился во Пензенской 2-й мужской гимназии с 1904 по 1912 годы.
После переезда в Москву поступил на юридический факультет московского университета.
В этот период Николай Волков устроился репортером в редакцию «Русского слова» и помощником режиссёра (секретарём) театра В. Ф. Комиссаржевской.
После окончания университета, с 1917 года Н. Д. Волков устремляется в театральную жизнь, о которой позднее расскажет в книге «Театральные вечера»; он изучает режиссёрские работы Таирова и становится одним из лучших театральных критиков, исследователем творчества Константина Сергеевича Станиславского, Евгения Вахтангова и Ивана Москвина.
В 1929 году издаётся первая двухтомная монография о творчестве В. Э. Мейерхольда, написанная Николаем Дмитриевичем Волковым.
С 1932 года Николай Волков, увлечённый композитором Борисом Асафьевым идеей направления хореодрамы в балете, пишет либретто, в которых композиционная музыкальная форма укладывалась в драматургическую основу.
Второй такой балетной пьесой, созданной по законам театральной драмы стал в 1934 году «Бахчисарайский фонтан». Балет, в основе которого произведение А. С. Пушкина, положил начало традиции обращения либреттистов к классической русской литературе.
В 1937 году Николай Дмитриевич Волков раскладывает по сценам роман Льва Николаевича Толстого «Анна Каренина» для Владимира Ивановича Немировича-Данченко, который и поставил «Анну Каренину». Спектакль МХАТа на крепкой драматургической основе стал большим театральным событием и повлиял на многие актёрские судьбы.
Николай Дмитриевич женился на актрисе Малого театра Дарье Васильевне Зеркаловой.
Он продолжает работать с театральными и балетными спектаклями, по его либретто в 1938 году Леонид Лавровский ставит в Ленинградском Малом театре «Кавказского пленника».
В 1940 году убивают Мейерхольда, и друг режиссёра, автор монографии о нём Н. Д. Волков жил под угрозой ареста.[уточнить]
Он продолжает работать с балетным театром, и на его либретто по сказке Шарля Перро Сергей Сергеевич Прокофьев положил музыку, которую он писал с 1940 по 1944 годы, премьера «Золушки» состоялась сразу после войны в Большом в постановке Ростислава Захарова, а через год в Кировском театре в постановке Константина Сергеева.
В 1954 году выпускается книга «Représentations officielles du ballet soviétique à Paris».
3 апреля 1965 года Николай Дмитриевич Волков скончался, он похоронен на Новодевичьем кладбище, Дарья Зеркалова пережила его на 17 лет.

## Инсценировки
- 1937 — «Анна Каренина»

## Автор либретто
- 1932 — «Пламя Парижа»
- 1934 — «Бахчисарайский фонтан»
- 1938 — «Кавказский пленник»
- 1938 — «Сердце гор»
- 1938 — «Красавица Радда»
- 1944 — «Шехерезада» (балетмейстер Бурмейстер)
- 1945 — «Золушка»
- 1946 — «Барышня-крестьянка»
- 1956 — «Спартак»
- 1956 — «Голубой Дунай»
- ? — «Гамлет»

## Сочинения
- 1922 — Волков Н. Д. «Вахтангов». — Корабль, 1922. — 16 с. — 1500 экз.
- 1926 — Волков Н. Д. «Александр Блок и театр». М., 1926. 157 с.
- 1929 — Волков Н. Д. «Мейерхольд». 1874 - 1908. — 1929. — Т. 1. — 404 с. — 5100 экз.
- 1929 — Волков Н. Д. «Мейерхольд». 1908 - 1917. — 1929. — Т. 2. — 494 с. — 5100 экз.
- 1932 — Волков Н. Д. «Театр в эпоху крушения монархии» = «Сто лет. Александринский театр - театр Госдрамы» / Редактор А. Бродский. — 1932. — 544 с. — 3200 экз.
- 1934 — Волков Н. Д. «Пушкинский балет» = «Бахчисарайский фонтан». — 1934. — 96 с. — 6000 экз.
- 1937 — Волков Н. Д. «Творческий путь Л. В. Собинова» = «Л. В. Собинов. Жизнь и творчество» / Редактор Я. Боярский. — Государственное музыкальное издательство. — 1937. — 266 с. — 5000 экз.
- 1952 — Н. Горчаков. «Режиссерские уроки К. С. Станиславского» / Редактор Волков Н. Д.. — Искусство, 1952. — 574 с.
- 1954 — Волков Н. Д. «Representations officielles du Ballet Sovietique a Paris». — 96 с.
- 1966 — Волков Н. Д. «Театральные вечера» = Авторский сборник. — М.: Искусство, 1966. — 515 с. — 20 000 экз.
- 1966 — Волков Н. Д. «Театральные вечера» = Авторский сборник. — М.: Искусство, 1966. — 476 с. — 20 000 экз. — переиздание

## Награды
- Орден «Знак Почёта» (26 октября 1948 года) — за выдающиеся заслуги в развитии советского театрального искусства и в связи с пятидесятилетием со дня основания Московского орденов Ленина и Трудового Красного Знамени Художественного Академического театра СССР имени М. Горького[5].